# Uvariodendron molundense
Uvariodendron molundense är en kirimojaväxtart som först beskrevs av Friedrich Ludwig Diels, och fick sitt nu gällande namn av Robert Elias Fries. Uvariodendron molundense ingår i släktet Uvariodendron och familjen kirimojaväxter. Utöver nominatformen finns också underarten U. m. citrata.